# María Madrugada
María Madrugada es una telenovela colombiana producida por Caracol Televisión en 2002 escrita por  Luis Felipe Salamanca (creador), Dago García y Juan Andrés Granados.
Protagonizada por Natalia Betancurt y Robinson Díaz y con las participaciones antagónicas de Rafael Novoa, Silvia de Dios Nórida Rodríguez, y Luis Fernando Ardila. Su audiencia promedio fue de 12,3 de rating y 44,3 de share

## Sinopsis
Esta es la historia de María Arboleda, una joven mujer bella e inteligente. Su gran bondad y su carácter la llevarán a convertirse en el sostén y apoyo de las personas de su entorno. Su inocente ingenuidad junto con su afán de superación harán que se involucre en situaciones comprometedoras, de las que podrá salirse gracias a su pícara astucia. 
María tiene muchos pretendientes pero es ella la que pone los límites en sus relaciones. En su pasado hay la sombra de un maltrato y ella prefiere huirle al amor, porque en el fondo, pese a su aparente fortaleza y dominio en sus relaciones con los hombres, no confía en ellos y tiene miedo de enamorarse. Su historia se desarrolla en la pensión de Doña Erta en Bogotá, a donde vino María para surgir y superarse.
Mateo es el padre de dos alumnas del colegio donde María es maestra. Él es un buen esposo y padre excepcional y nunca imaginó que su vida diera un giro sorpresivo, para disolver la familia que con tanto cariño había formado. Una mañana cualquiera, su esposa Silvia decidió abandonar su hogar. Mateo se convirtió en padre y madre de unas criaturas que ansiaban su atención y cariño, al sentirse abandonadas por una madre que solo quería vivir su vida de mujer separada y libre. Mateo trató por todos medios de salvar el matrimonio pero Silvia reaccionó con frialdad y totalmente negada a volver con su familia a quien ya no toleraba ni amaba.
Debido al tiempo que le ocupaba el encargarse de sus hijas, Mateo descuidó sus responsabilidades en la empresa constructora, que tenía en sociedad con su hermano Camilo. Sumergido en su depresión, no notó la situación económica de la compañía, sino cuando ya la quiebra era prácticamente un hecho. El no sabía que su propio hermano le estaba robando y que era además el amante con quien Silvia estaba.
Mateo lo va perdiendo todo y queda completamente destruido, sin esposa, empresa, ni casa donde vivir. Su mundo se ha cruzado con el de María que es la maestra de sus hijas y quien ha sido un gran apoyo durante esta difícil etapa de sus vidas. María les consigue un cuarto en la pensión donde ella vive y al principio ella será el paño de lágrimas de Mateo, quien ha sido traicionado por las 2 personas en quien más confiaba: su esposa y su hermano. Mateo se enamorará de María como nunca lo ha estado en su vida y luchará para sacar ese amor de dos mundos tan distintos adelante. Ayudando a Mateo María descubrirá que hay hombres diferentes y le dará a su corazón otra oportunidad de amar y recibir amor.

## Elenco
- Natalia Betancurt - María Arboleda
- Robinson Díaz - Mateo Echeverry
- Rafael Novoa - Camilo Echeverry
- Silvia de Dios- Silvia de Echeverry
- Nórida Rodríguez - Lolo Suárez
- Natasha Klauss - Aida
- Vanessa Blandón - Paula
- Estefany Escobar - Daniela
- Teresa Gutiérrez- Erta
- Rafael Bohórquez - Cristo
- Elkin Díaz - Enrique Iglesias
- Diego Cadavid - Juan Solo
- Martina García - Laura
- Adriana Bottina - Consuelo
- Luis Fernando Ardila - Armando Garay
- Liliana Salazar - Catalina
- Flor Vargas - Teresa
- Marco Antonio López - Marcos
- Ana María Abello - Judy
- Daniel Rocha - Ramon
- Jully Pedraza - Raquelina
- Morella Zuleta - Reparto

## Premios

### Premios India Catalina
- Mejor actor protagónico: Robinson Díaz

### Premios TVyNovelas
| Año  | Categoría                                     | Nominado                                                 | Resultado |
| ---- | --------------------------------------------- | -------------------------------------------------------- | --------- |
| 2003 | Novela Favorita                               | Maria madrugada                                          | Ganador   |
| 2003 | Protagonista Femenina Favorita de Telenovela  | Natalia Betancurt                                        | Nominada  |
| 2003 | Protagonista Masculino Favorito de Telenovela | Robinson Diaz                                            | Ganador   |
| 2003 | Villana Favorita de Telenovela                | Silvia de Dios                                           | Ganadora  |
| 2003 | Villano Favorito de Telenovela                | Rafael Novoa                                             | Ganador   |
| 2003 | Actor de reparto favorito de telenovela       | Diego Cadavid                                            | Ganador   |
| 2003 | Actriz de reparto favorita de telenovela      | Natasha Klauss                                           | Nominada  |
| 2003 | Actriz Villana                                | Nórida Rodríguez                                         | Ganadora  |
| 2003 | Actriz Villano                                | Luis Fernando Ardila                                     | Nominado  |
| 2003 | Actriz Revelación                             | Maria Lara                                               | Nominada  |
| 2003 | Director Favorito de Telenovela o Serie       | Mario Gonzalez                                           | Nominado  |
| 2003 | Libretista Favorito                           | Dago Garcia, Luis Felipe Salamanca y Juan Andres Granado | Ganadores |

Este año se entregaron los premios Antagónicos y Villanos por separado.

## Tema musical
Si bien originalmente el tema musical era "Un beso en la oscuridad" de Natalia Betancur, para la emisión en Venezuela fue tomado el tema "Se me olvidó" del cantante Gian Marco. Se descartó el tema homónimo de Piero para comercializar el tema de Betancur.